# Pettistree
Pettistree of Pedestree of Petestre of Petistre of Petistree of Petrestre of Petristrel of Petrystree of Pettitre of Pistre of Pistreye of Pitestrey of Pittistree is een plaats en civil parish in het bestuurlijke gebied Suffolk Coastal, in het Engelse graafschap Suffolk. In 2001 telde het dorp 205 inwoners. De civil parish telt 13 monumentale panden.